# Magyarország moszkvai nagykövetsége
Magyarország moszkvai nagykövetsége (oroszul: Посольство Венгрии в Москве) Magyarország és Oroszország kapcsolatainak egyik kiemelt intézménye. A diplomáciai kapcsolatok még a Szovjetunióval jöttek létre, a rendszerváltást követően már oroszországi képviselet lett a misszióból. Az intézmény a Moszfilmovszkaja 62. (ул. Мосфильмовская 62.) szám alatt található, nagykövetünk 2018 óta Konkoly Norbert.

## Előzmények
Az első világháborúban az Osztrák–Magyar Monarchia és az Orosz Birodalom ellenségként vettek részt, így a harcok befejeztekor nem működött követség egyik országban sem. 1918 augusztusában a monarchia kezdeményezte egy diplomata - Otto von Franz Moszkvába küldését, elsősorban a hadifoglyok hazatérését segítendő. Ő azonban csak néhány hónapig tudta ellátni az osztrák mellett a magyar érdekek képviseletét, hiszen 1918. november 16-án kikiáltották a Magyar Népköztársaságot, s a monarchia ezzel szétesett. Az 1919-es magyarországi Tanácsköztársaság szocialista eszmeisége mély nyomokat hagyott a társadalomban, a konszolidációt követő kormányok kerülték a Szovjetunióval való kapcsolatfelvételt. 1922-ben azonban mégis tárgyalások kezdődtek Genovában a két ország között a diplomáciai kapcsolatok felvételéről – magyar részről az volt a fő motiváció, hogy Románia is kezdeményezte a kapcsolatok felvételét, és Besszarábia hovatartozásáról kezdtek tárgyalásokat. 1924. szeptember 5-én Berlinben megállapodást is aláírtak a diplomáciai és konzuli kapcsolatok létesítéséről, azonban ezt magyar részről nem követte a szükséges ratifikáció, így a megállapodás nem lépett életbe. Végül csak 1934. február 4-én került sor a diplomáciai kapcsolatok jogérvényes megkötésére egy jegyzékváltás útján Vlagyimir Petrovics Patyomkin, a Szovjetunió római diplomáciai képviseletének vezetője és Jungerth-Arnóthy Mihály között. Magyarország ekkor is igyekezett, költségvetési okokra hivatkozva, de valójában a kommunista rendszer iránti ellenérzések miatt, halogatni a moszkvai képviselet megnyitását, azonban a Szovjetunió ragaszkodott ahhoz, hogy a diplomáciai kapcsolatok felvétele járjon együtt a követségek kölcsönös felállításával. Jungerth-Arnóthy 1934. április 26-án adta át megbízólevelét Mihail Ivanovics Kalinyin szovjet államfőnek. Jungerth-Arnóthy ekkor még Magyarország ankarai követe is volt, de 1935 első felétől már kizárólag a moszkvai posztját töltötte be.

## Története
Magyarország csak 1934-ben küldte ki Moszkvába első követét, az ankarai állomáshelyéről átirányított Jungerth-Arnóthy Mihályt, aki 1934. április 26-án érkezett a Szovjetunióba. Jungerth feladata a nagykövetség szervezetének a kiépítésén túl a gazdasági kapcsolatok megalapozása is volt. A magyar követség felállítása 1935 tavaszára tolódott. 1939 februárjában Magyarország csatlakozott az antikomintern paktumhoz, melynek hatására a Szovjetunió visszahívta budapesti követét - lényegében megszakította a diplomáciai kapcsolatokat -, és ezt várta el a magyar féltől is. Fél évvel később, a Molotov–Ribbentrop-paktum aláírásával ismét felvette a kapcsolatokat a két ország, bár a moszkvai magyar követség számára nagy veszteséget jelentett, hogy 1939 májusában a külügyminiszteri poszton Litvinov helyére V. M. Molotov került. Litvinov személyében olyan diplomatát vesztettünk el, akivel, ha sok lényeges dologban nem értettünk is egyet, mindig lehetett tárgyalni, vitatkozni nemcsak a magyar, de a nemzetközi kérdésekben is. A fennmaradt iratokból ítélve Molotovval az új követnek korántsem alakult ki olyan jó viszonya, mint elődjével.
1939. szeptember 30-val Kristóffy Józsefet (volt belügyminiszterünk fiát) nevezték ki moszkvai követté. Személyében olyan ember került a követség élére, aki, Jungerthel ellentétben, nem volt a szovjet ügyek szakértője, és a külügyminisztérium szerint felállított listán is csak a 36. helyen állt. Kristóffy igen keveset tudott a szovjetunióbeli magyar emigráció gondjairól, történetéről stb. Nem voltak a moszkvai diplomaták körében kapcsolatai sem, ami bizonyosan akadályozta abban, hogy a problémákat megismerje. Diplomáciai küldetése 1941. június 23-ig tartott, a Barbarossa hadművelet, vagyis Németország Szovjetunió elleni támadásának megkezdése utáni napon ért véget.
A második világháború a szovjet Vörös Hadsereg bevonulásával ért véget, az 1947-ben kezdődő kommunista hatalomátvétel révén Magyarország több mint fél évszázadra a szovjet érdekszféra része lett. Magyar követség már 1945-ben létesült Moszkvában, első követünk Szekfű Gyula lett, aki a képviselet nagyköveti rangra emelését követően 1948-ban már nagykövetként képviselte hazánkat. Alig két évtizeddel ezelőtt a Szovjetunió még félelmetes, távolságtartást kiváltó állam volt az ország vezetésének szemében, 1945 után azonban "baráti" állam lett, a moszkvai diplomáciai állomás pedig kiemelt fontosságúvá vált. 1978-ban új székház épült a kereskedelmi képviseletnek, melyben a számos magyarországi vállalat képviselői irodáján túl úgynevezett "külkereskedelmi hotel" is helyet kapott a rövid ideig kiutazó magyar képviselők számára. Ez volt az az épület, melynek a 2000-es végén történt eladása ügyészségi és rendőrségi vizsgálatot indított és évekig tartó politikai hullámokat vetett. 1990 előtt Magyarország a Szovjetunió ötödik legfontosabb külkereskedelmi partnere volt, a rendszerváltást követően azonban mind a politikai, mind a gazdasági kapcsolatok átalakultak. Ugyan az energiahordozók révén Oroszország továbbra is kiemelten fontos partner, ennek a relációnak a jelentősége csökkent - ez magyarázza a magyar kereskedelmi képviselet épületének eladását is.

## A követség helyszíne
Szekfű Gyula volt az első nagykövet, aki a Kremlhez közeli ulica Vorovszkij 21. szám alatti épületbe költözött, ami 1967-ig adott otthont a követség dolgozóinak. Ekkorra épült fel Garamszegi Lajos építész közreműködésével a Moszfilm Stúdió utcájában, a Moszfilmovszkaja ulica 35-ben a misszió új, - akkor korszerűnek számító -, hatalmas épülete, melyben a nagykövet rezidenciáját is kialakították. Címe manapság: Moszfilmovszkaja 62. A korábbi épületet a Magyar Kulturális, Tudományos és Tájékoztatási Központ, Moszkva, azaz röviden a Moszkvai Magyar Kulturális Intézet kapta meg.

## Magyar képviseletek Oroszországban
- Főkonzulátusok:
  - Magyarország szentpétervári főkonzulátusa
  - Magyarország jekatyerinburgi főkonzulátusa
  - Magyarország kazani főkonzulátusa
- Tiszteletbeli konzulok:
- Cseljabinszk
- Jekatyerinburg